# Al Poling
Alfred Poling, detto Al (New York, 22 gennaio 1957), è un wrestler statunitense conosciuto ai più con il ring name 911.

## Carriera

### Primi anni ed Extreme Championship Wrestling
Al Poling debutta come wrestler nel 1990 dopo essere stato allenato da Larry Sharpe ed utilizza come ring name "Al the Sledgehammer". Quattro anni dopo, precisamente nel 1994, viene insignito del premio Rookie Of The Year dalla prestigiosa rivista Pro Wrestling Illustrated. Ma il vero successo lo ottiene nella Extreme Championship Wrestling quando diviene parte della Dangerous Alliance insieme a Paul Heyman, Taz e Sabu. È in questo periodo che riceve il nome di 911. Sempre nel 1994 lotta e distrugge letteralmente Doink the Clown dopo quattro Chokeslams in un torneo valido per l'NWA World Title. Lascerà successivamente la ECW nel 1996 in disaccordo con Paul Heyman. Tornerà nel 1998 ad UltraClash massacrando Bill Wiles e sempre nella stessa serata, accompagnato da Judge Jeff Jones perderà in meno di un minuto contro Spike Dudley.

### World Championship Wrestling
Fra il 1996 ed il 1997 Poling ha lottato anche nella World Championship Wrestling con i nomi di Big Al, Sledge Hammer e Tombstone.

### Circuito indipendente
Durante gli anni '90 Poling ha lottato nella Jersey All Pro Wrestling vincendo per ben due volte il JAPW Heavyweight Championship. Negli anni 2000 invece è apparso ad Hardcore Homecoming colpendo con due Chokeslams Roadkill e Danny Doring. Nel 2008 invece ha lottato nella New York Wrestling League.

## Personaggio
Mosse Finali
- Chokeslam

### Manager
- Bill Alfonso
- Paul Heyman
- Tammy Lynn Sytch

### Musiche d'ingresso
- Frankenstein de The Edgar Winter Group

### Titoli e riconoscimenti
All American Wrestling Alliance
- AAWA Heavyweight Championship (1)

Jersey All Pro Wrestling
- JAPW Heavyweight Championship (2)

New Jack City Wrestling
- NJCW Heavyweight Championship (2)

NWA New Jersey
- NWA New Jersey Heavyweight Championship (2)
- NWA World Light Heavyweight Championship (1)

Pro Wrestling Illustrated
- Rookie Of The Year (1994)